# Дэва (буддизм)
Дэва (пали, санскр. देव; «сияющий») — в буддийской космологии название для множества разнотипных существ, более сильных, долгоживущих и более удовлетворённых жизнью, чем люди. Термин дэва принято переводить как бог или божество, хотя дэвы значительно отличаются от божеств других религий. Мир, населённый дэвами, называется дэвалока (देवलोक) или мир (небеса) богов.
В буддийской литературе описание миров богов связано также с обсуждением ущербности этих миров — существа в них всё равно испытывают своего рода страдания, пребывания там хотя и очень длительны, но рано или поздно прекращаются, и обитатели этих миров не выходят из Сансары. Махаяна акцентирует внимание на преимуществах человеческого местопребывания перед небесами богов. Считается, что существа, испытывая наслаждения в божественных мирах, забывают о целях своего существования и не способны к сознательным решениям, в отличие от человека. Поэтому бодхисаттва должен обязательно пройти человеческое рождение.

## О дэвах

### Внешняя характеристика
С точки зрения человека качества дэвов не видны обычным глазом. Их присутствие можно увидеть «волшебным глазом» (дивьячакшус, санскр. दिव्यचक्षुस्, IAST: divyacakṣus, «божественное ви́дение»), точно так же как их голоса можно услышать «волшебным ухом» (дивьяшротра).
Дэвы могут создавать иллюзорные формы, которые демонстрируют друг другу и существам нижних миров. Высшие и низшие дэвы постоянно общаются, создавая друг для друга такие формы.
Дэвам не требуется такого сложного жизнеобеспечения, как людям, хотя дэвы низкого ранга также едят и пьют. Дэвы высокого ранга испускают излучение от своего внутреннего света.
Дэвы способны переноситься на большие расстояния и летать по воздуху, дэвы более низкого ранга путешествуют на летающих повозках или используют для этого магические средства.

### Типы
Понятие дэва не связывается с естественными существами, но с точки зрения людей их сравнивают по мощности и счастью с людьми. Дэвы делятся на много различных миров и классов, разработана сложная иерархия. Дэвы нижнего ранга ближе по своей природе к людям.
В некоторых сочинениях асуров относят тоже к богам, но натура асуров очень неспокойная и боевая, и они пребывают в постоянных конфликтах, поэтому их отделяют в особый мир у подножия горы Сумеру.
Дэвов делят на три сферы по месту их рождения и обитания.

### Особенности
Хотя принято переводить понятие «дэва» как бог (иногда ангел), буддийское понятие дэвов резко отличается от понятий ангелов и Бога в авраамических религиях.
- Буддийские дэвы не бессмертны. Они живут очень долго, но не вечно — тысячи, а иногда и миллиарды лет. Когда они умирают, они рождаются в другом мире, иногда среди других дэвов, иногда в мире людей, а иногда даже в аду.
- Буддийские дэвы не создают и не обустраивают мир. Они получают своё существование как результат кармических деяний — деяний прошлых жизней, и их появление обусловлено скорее законами природы. Они не влияют на периодическое уничтожение и восстановление Вселенной и миров.
- Буддийские дэвы не являются инкарнациями архетипических божеств или манифестациями всеохватывающего Божественного Одного. И не являются символами. Они являются индивидуумами, подобно людям, со своим внутренним миром и со своим жизненным путём.
- Буддийские дэвы не всезнающие. Они отличаются от полностью Пробуждённых (Будда), они, в частности, не знают о существовании миров более высоких существ, чем они сами.
- Буддийские дэвы не всемогущие. Их сила ограничена и применима в их собственном мире, они редко вмешиваются в дела людей. Если они всё-таки появляются в мире людей, то скорее давая спокойные советы, чем вмешиваясь физически в людские дела.
- Буддийские дэвы не являются образцом морали. Даже боги сферы форм, лишённые человеческих страстей, не лишены невежества, гордости и заносчивости. Боги низших миров сферы чувственного испытывают те же чувства и желания, что и люди, а в самом низком даже похоть, ревность, и гнев. Они перерождаются в этом мире из-за несовершенства морали и мыслей.
- Буддийские дэвы являются объектами медитативных практик и почитания, цель которых — религиозное очищение и мирское благополучие[1]. Хотя отдельные дэвы могут обладать высокой моралью и авторитетом, они не могут предоставить убежища или дать спасение от сансары или управлять процессом перерождений.

## Сферы обитания

### Сфера чувственного(6 миров)
Дэвы Сферы чувственного (Камадхату) обладают телами подобно людям, но они больше людей. Их жизнь тоже похожа на жизнь людей, однако куда более содержательная, включающая много удовольствий. В этой сфере большую роль играет «демон» Мара.
Самые низкие миры богов Сферы чувственного находятся вокруг горы Сумеру в самом центре Земли. Боги горы Сумеру очень жизнерадостны и эмоциональны, они наслаждаются собой, могут соперничать и бороться.
Дэвами в более узком смысле называют только богов Сферы чувственного, богов более высоких миров называют брахмами.

#### Четыре Небесных Царя
Мир четырёх царей находится на склонах горы Сумеру, но его обитатели живут в воздухе вокруг горы. Этим миром управляют Четыре Царя, которых зовут Вирудхака (IAST: Virūḍhaka), Дхритараштра (IAST: Dhṛtarāṣṭra), Вирупакша (IAST: Virūpākṣa) и их предводитель Вайшравана (IAST: Vaiśravaṇa). В этом мире живут также боги, сопровождающие Солнце и Луну, и подчинённые царям существа — кумбханды (IAST: Kumbhāṇḍas), гандхарвы (IAST: Gandharva), наги (змеедраконы) и якши (IAST: Yakṣas). К этому миру относят также небесную птицу Гаруду. Четыре короля охраняют четыре континента и не пускают асуров в высшие миры богов.

#### Тридцать три бога
Мир тридцати трёх дэвов — широкая плоская площадка на вершине горы Сумеру, наполненная дворцами и садами. Правитель этого мира — Шакра, господин богов. Помимо самих тридцати трёх богов, которые владеют соответствующими секторами неба, в этом мире живут много других богов и фантастических существ, включая их помощников и нимф (апсары). Их сравнивают с греческими олимпийскими богами.

#### НебесаЯмы
К небесам (дэвов) относятся четыре мира, которые плывут по воздуху над горой Сумеру.
Мир Ямы называется также «небеса без сражений», потому что это первый уровень, физически отделённый от проблем земного мира. Миром Ямы правит дэва Суяма (Suyāma); его жена — перерождение Сиримы, куртизанки из Раджагрихи, которая во времена Будды была очень щедрой к монахам.

#### НебесаТушита
Боги состояния блаженства — Мир жизнерадостных дэвов. В этом мире был рождён Бодхисаттва перед тем как спуститься в мир людей. Несколько тысяч лет назад Бодхисаттвой этого мира был Шветакету, который переродился как Сиддхартха и стал Буддой Шакьямуни; после этого следующим Буддой станет Натха (или Натхадэва), который переродится Аджитой и станет Буддой Майтрея (Pāli: Metteyya).

#### НебесаНирманарати
Здесь живут Боги, наслаждающиеся магическими творениями. Эти боги могут творить что угодно для собственного удовольствия. Правитель этого мира называется Сунирмита.

#### НебесаПаринимитра-вашавартин
Здесь живут Боги, контролирующие наслаждения, магически созданные другими. Эти боги не создают новых магических форм для наслаждения самих себя, но их желания удовлетворяются действиями других дэвов ради них. Правителя этого мира зовут Вашавартин, он живёт дольше всего, кто самый могучий и счастливый и радостный и восторженный по сравнению со всеми дэвами. И в этом мире также дом для существа, принадлежащего к роду дэвов, по имени Мара, который стремится удержать все существа в Сфере чувственного, привязав их к чувственным удовольствиям.

### Сфера форм (брахмы-дэвы)
Сфера форм (Рупадхату) находится выше сферы чувственного; дэвов за пределами чувственного называют брахмами.
Боги сферы форм обладают телами, но лишены пола, у них отсутствуют страсти, желания, чувства. Они живут на своих 16 или 17 небесах, разделённых по четырём уровням дхьяны — медитационного сосредоточения.
Дэвы более высоких небес делятся на группы (дхьяны), внутри данной группы они активно общаются друг с другом, но они не видят более высоких миров и могут даже не знать об их существовании. По этой причине брахмы иногда наполнены гордостью, воображая себя создателями Вселенной и всех миров ниже них, потому что они появляются до того, как нижние миры возникают. Такой гордостью наполнены особенно обитатели высших миров каждой дхьяны, поэтому высшие миры дхьян иногда считают неблагоприятными для медитации.
1. Первая дхьяна — три мира Брахмы, в высшем из которых живёт Великий Брахма, «создатель» мира, дэвы этого мира более заняты делами нижних миров и процессом творения. В полемике с другими небуддийскими школами Великий Брахма отождествляется с Творцом.
2. Вторая дхьяна: три мира Абхасвара (Ābhāsvara), характеризуются восхищением и радостью. У этих существ есть тела и они излучают свет вспышками как молнии.
3. Третья дхьяна: три мира Шубхакритсна (IAST: Śubhakṛtsna) характеризуются спокойной радостью. У этих существ есть тела и они излучают постоянный свет.
4. Четвёртая дхьяна: три мира Брихатпхала (IAST: Bṛhatphala) характеризуются невозмутимостью. Эти местопребывания уже не подвержена разрушению ветром в конце великой кальпы, и существа, находящиеся здесь, спасаются от разрушения.
5. Пять высших местопребываний называются Шуддхаваса («Чистые обители»). Их обитатели — не-возвращающиеся (анагамины), которые уже встали на путь архата, те кто получат просветление непосредственно из Шуддхаваса и не будут перерождаться в низших мирах. Так как Шуддхаваса-дэва никогда не рождается за пределами мира Шуддхаваса, он не может родиться человеком, поэтому Бодхисаттва никогда не родится в этом мире — Бодхисаттва должен появиться в мире людей. В этих мирах живут защитники буддизма.

См. также Рупадхьяна.

### Сфера отсутствия форм (бесплотные дэвы)
Дэвы Сферы отсутствия форм не обладают материальным телом и не обладают материальным местопребыванием, они пребывают в медитации как нематериальные существа. Они занимают высшие уровни медитации, погружены сами в себя и не контактируют с остальной Вселенной. Школы Махаяны считают эти состояния бесполезными и стараются избегать их, как «медитацию ради самой медитации».

## Боги-дэвы
В буддийской медитации используются также другие понятия, которые иногда переводят как бог или божество, но при этом не имеются ввиду дэвы.
- Бодхисаттва — В конкретной жизни бодхисаттва может быть и дэвой, но это не существенно и не обязательно, и местопребывание дэвов возникает просто в течение многократных перерождений в разнообразных мирах. Бодхисаттва может перерождаться в мире людей или животных, и его существенным отличием является то, что в конце концов после множества жизней он переродится в Будду. Например, сейчас имеется бодхисаттва, живущий на небе Тушита, который — дэва. Однако в следующей жизни он переродится в мире людей как Будда Майтрея. Бодхисаттвы могут проявлять себя в разных формах, в том числе и как дэвы, в зависимости от обстоятельств.

- Йидам — Эти божества используются при медитации, они принимают формы дэвов, а иногда проявляют себя как бодхисаттвы, но во всех случаях речь идёт о манифестации просветлённого ума, с которым медитирующий старается отождествиться.

- Будда — в теле «Нирманакая» (физическое, человеческое тело) Будда всегда человек и не дэва, так как условия для полного просветления отсутствуют в мире дэвов. В теле Самбхогакая («тело блаженства» или «божественное тело») у Будды есть форма — то есть тело дэвы очень высокого уровня, но он не существует во Вселенной как существо, которое рождается и умирает, подобно другим дэвам. В теле «Дхармакая» («сущностное тело», «алмазное тело») Будда находится за пределами всех миров и границ.